# Niva (Crimea)
|  | Per a altres significats, vegeu «Niva». |

Niva (en ucraïnès i en rus: Нива) és un poble de la República Autònoma de Crimea a Ucraïna, ocupada per Rússia, que el 2014 tenia 368 habitants. Pertany al districte rural de Saki.